# Tribüne Bergpreis 1974
Der Tribüne Bergpreis 1974 war die 18. Austragung des seit 1957 ausgefahrenen Straßenradrennens Tribüne Bergpreis in der DDR. Es fand vom 9. bis 11. August als Etappenrennen statt. Sieger wurde Wolfgang Lötzsch.

## Strecke
Start und Ziel lagen in Blankenburg im Harz. 1974 wurde das Rennen wie im Vorjahr über drei Etappen mit einem Bergzeitfahren, einem Straßenrennen und einem Kriterium, ausgefahren. Die Gesamtlänge betrug 225,6 Kilometer. Es war das letzte Rennen der Rennserie Woche des internationalen Radsports der DDR.

## Rennverlauf
Veranstalter war der Deutsche Radsport-Verband der DDR, organisiert wurde das Rennen von der BSG Lok Blankenburg und von der Tageszeitung des FDGB „Tribüne“ unterstützt. Am Start waren Radrennfahrer aus der Tschechoslowakei, der Sowjetunion, Bulgarien, Polen, den Niederlanden und der DDR. Die Sowjetunion brachte ihren Kader für das Mannschaftszeitfahren bei den Straßenradsport-Weltmeisterschaften an den Start.
Die 1. Etappe war ein Bergzeitfahren über 2,6 Kilometer in Wernigerode. Michael Schiffner fuhr die schnellste Zeit und gewann knapp mit 1 Sekunde Vorsprung auf Jan Cerepan.
Die 2. Etappe führte rund um Blankenburg. Insgesamt 70 Kilometer ging es auf dem Rundkurs bergauf. Gennadi Komnatow gewann vor Waleri Tschaplygin und Wolfgang Lötzsch.
Die 3. Etappe wurde als Kriterium in Blankenburg ausgetragen. Dieter Gonschorek gewann das Rennen. Die Gesamtwertung wurde nach einer Punktewertung entschieden.

## Ergebnis
|     | Fahrer             | Verein/Ort                 | Punkte     |
| --- | ------------------ | -------------------------- | ---------- |
| 01. | Wolfgang Lötzsch   | BSG Wismut Karl-Marx-Stadt | 124 Punkte |
| 02. | Waleri Tschaplygin | Sowjetunion                | 99 Punkte  |
| 03. | Siegfried Kramer   | SC Turbine Erfurt          | 93 Punkte  |
| 04. | Henk Smits         | Niederlande                | 91 Punkte  |
| 05. | Michael Schiffner  | SC DHfK Leipzig            | 67 Punkte  |
| 06. | Gennadi Komnatow   | Sowjetunion                | 65 Punkte  |
| 0 … |                    |                            |            |